# Калдейра, Урбано
Урбано Вилелла Калдейра Фильо (порт.-браз. Urbano Vilella Caldeira Filho; 9 января 1890, Флорианополис — 13 марта 1933, Сантус) — бразильский футболист, вратарь и защитник. Именем Урбано назван стадион клуба «Сантос» — Стадион Урбано Калдейра, также каждое 9 января клуб организует праздник, названный «День Урбано Калдейры».

## Карьера
Урбано Калдейра родился во Флорианополисе. Оттуда он переехал в Сан-Паулу. Калдейра начал играть в футбол в клубе «Жермания». А затем перешёл в «АА дас Палмейрас». Вскоре Калдейра, который работал сотрудником портовой таможни, был переведён работать в Сантус. Там же футболист начал играть за местную одноимённую команду и сразу стал первым секретарём Исполнительного совета клуба. Там футболист дебютировал 13 мая 1913 года в матче с «Сан-Висенти» и выступал до 1918 года, выполняя роли попеременно вратаря и защитника, в которой он даже смог забить 2 гола в 43 матчах. В период с 1913 по 1915 год игрок выполнял роль играющего тренера команды. В 1916 году Урбано стал спортивным директором «Сантоса», тогда же клуб смог приобрести землю в Вила Белмиро и начал строить там стадион. Калдейра принял самое активное участие в этом процессе, координируя все этапы строительства, вплоть до подбора сорта травы для газона поля. После завершения работы тренером, он остался в клубе в роли члена совета и работал вице-президентом. Урбано вернулся в команду в 1921 году в качестве тренера и занимал эту должность до своей смерти в 1932 году от воспаления лёгких. Тренер умер на следующий день после первой игры «Сантоса» в профессиональном футболе, где клуб проиграл «Сан-Паулу» со счётом 1:5.

## Статистика
| 1913 | Сантос | 8  | 0 |
| 1914 | Сантос | 2  | 0 |
| 1915 | Сантос | 13 | 0 |
| 1916 | Сантос | 2  | 2 |
| 1917 | Сантос | 14 | 0 |
| 1918 | Сантос | 4  | 0 |